# Ampelisca brachyceras
Ampelisca brachyceras är en kräftdjursart. Ampelisca brachyceras ingår i släktet Ampelisca och familjen Ampeliscidae. Inga underarter finns listade i Catalogue of Life.